# Де Вайи, Шарль
Шарль Де Вайи́ (фр. Charles De Wailly; 9 ноября 1730, Париж — 2 ноября 1798, Париж) — архитектор французского неоклассицизма, направления, которое в то время называли «античным стилем» (фр. style à l'Antique), живописец, рисовальщик и театральный декоратор. Французский учитель архитекторов русского классицизма: И. Е. Старова и В. И. Баженова.

## Биография
С юных лет Шарль проявлял страсть к архитектуре, хотя его прочили в филологи, как старшего брата Франсуа. Соученики прозвали его «dessouche» (пень, коряга) за отсталость в изучении грамматики и латыни. Все карманные деньги Шарль употреблял на покупку картин, которые тщательно срисовывал в свободное время; тогда родители отдали его учиться искусству.
Шарль начал своё обучение у неоклассического архитектора Жана-Лорана Леге в компании его будущих коллег архитекторов-мегаломанов: Э.-Л. Булле, Мари-Жозефа Пейра и Пьера-Луи Моро-Депру. В 1739 году Жак-Франсуа Блондель открыл в Париже частную архитектурную школу искусств (L'École des Arts), в 1749 году в неё поступил Шарль Де Вайи, там он встретил Уильяма Чемберса, а затем Джованни Никколо Сервандони.
Шарль Де Вайи стал отличным рисовальщиком, а в 1752 году получил Римскую премию по архитектуре. Он смог отправиться на три года за казённый счёт на римскую виллу Медичи в качестве пенсионера Французской академии в Риме, но великодушно разделил свой пенсион со своим другом Пьером-Луи Моро-Депро, удостоенным только второго приза. Оба принимали участие в раскопках терм Диоклетиана. В Риме Де Вайи подружился со скульптором Огюстеном Пажу, для которого он позднее построит дом в Париже.
В 1767 году Де Вайи стал членом первого класса (la première classe) Королевской академии архитектуры, а в 1771 году — Королевской академии живописи и скульптуры за представленную им на звание академика гуашь с видом лестницы театра Одеон в Париже. Российская императрица Екатерина II предложила ему должность профессора архитектуры в Академии художеств в Санкт-Петербурге, от которой он отказался. Болонская Академия Клементина приняла Шарля Де Вайи в свои члены.

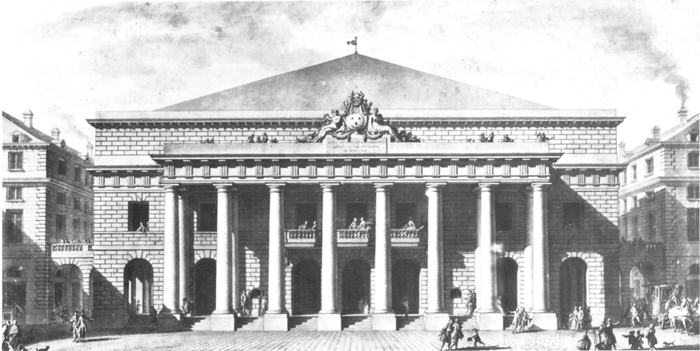
Проект театра Одеон. 1779

В 1772 году Шарль Де Вайи вместе с Мари-Жозефом Пейром был назначен архитектором замка Фонтенбло. В следующем году ему разрешили надолго остаться в Генуе, чтобы принять участие в реконструкции дворца Спинола. Замеченный маркизом де Вуайе, Шарль Де Вайи спроектировал для него неоклассическую столовую «в духе Великого века» (l’esprit du Grand Siècle) замка Аньер. Затем последовал ряд крупных проектов, которые сделали маркиза де Вуайе близким другом и покровителем архитектора: обновление Отеля Аржансон (Hôtel d’Argenson), также известного как Орлеанская канцелярия (Chancellerie d’Orléans). Вслед за маркизом де Вуайе маркиз де Мариньи, брат мадам де Помпадур, поручил де Вайи работы в парке своего замка в Менаре. Архитектору удалось получить, благодаря его поддержке, в 1768 году заказ на оформление здания Королевской оперы Версаля и нового театра Комеди Франсез (Comédie-Française). В 1779 году Де Вайи и Пейр построили своё самое известное произведение — Театр Одеон в Париже. Де Вайи также выступил с проектом здания Комической оперы (l’Opéra comique).
В 1795 году Де Вайи стал членом только что созданного Филотехнического общества (la Société philotechnique) и куратором Музея живописи. После присоединения Бельгии в 1792 году к Франции Шарля Де Вайи направили комиссаром от правительства в Нидерланды для отбора там произведений искусства и вывоза их в Лувр. С учреждением Института Франции (Национального института наук и искусств) в 1795 году он вступил в его члены и был в числе основателей общества «Любителей изящных искусств» (Аmis des arts).
Шарль Де Вайи скончался 2 ноября 1798 года в квартире, отведённой ему правительством во дворце Лувра. В Академии художеств его сменил Жан-Франсуа Шальгрен. Его вдова Аделаида Флор Бельвиль вышла замуж в 1800 году за химика Антуана Франсуа де Фуркруа.
Архитектурные разделы «Энциклопедии» д’Аламбера и Дидро, а также «Описание Франции», изданное Лабордом, снабжены его рисунками. Многие проекты Де Вайи хранятся в двух томах в библиотеке города Касселя.

## Де Вайи и Россия
Де Вайи не был в России, но ему приписывали ряд подмосковных дворянских резиденций, в том числе дворец в Кусково. Известно, что в 1773 году французский архитектор послал графу Шереметеву свои проектные предложения. Однако некоторые исследователи отмечали, что «участие в строительстве и составлении проекта дворца французского архитектора Шарля де Вальи источниками не подтверждается».
В начале 1772 года Де Вайи узнал, по-видимому, от графа А. С. Строганова, с которым познакомился в Италии, о желании императрицы Екатерины II иметь проект «античного дома» для парка в Царском Селе. В том же году Де Вайи создал проект (в одиннадцати рисунках) «Павильона наук и искусств», в основу которого положил свой проект дворца Монмюсар в Английском парке в окрестностях Дижона, внеся в него некоторые изменения. После выставки в Салоне 1773 года архитектор собрал свои рисунки в альбом и послал его в Санкт-Петербург в дар Екатерине II с посвящением императрице. Альбом понравился и в ответ Екатерина послала архитектору свой портрет, украшенный бриллиантами.

## Особенности творческого метода
Шарль Де Вайи, сочетая элементы классицизма и барокко, выработал уникальный индивидуальный художественный стиль, одновременно классицистический и романтический по духу, и отчасти барочный по формам. Наиболее ярко этот стиль проявился в его проектной графике — акварелях и гуашах с эффектами светотени и барочной динамики. В его графических листах очевидны влияния творчества Джованни Баттисты Пиранези — та же экспрессия, те же контрасты света и тени. Некоторые из его архитектурных проектов и графических фантазий восходят к классицистически-барочному «большому стилю» эпохи Людовика XIV, другие — к стилю Людовика XVI, в чём исследователи его творчества, в одном случае, видят переходные черты от барокко к неоклассицизму, другие эклектичность.

## Галерея

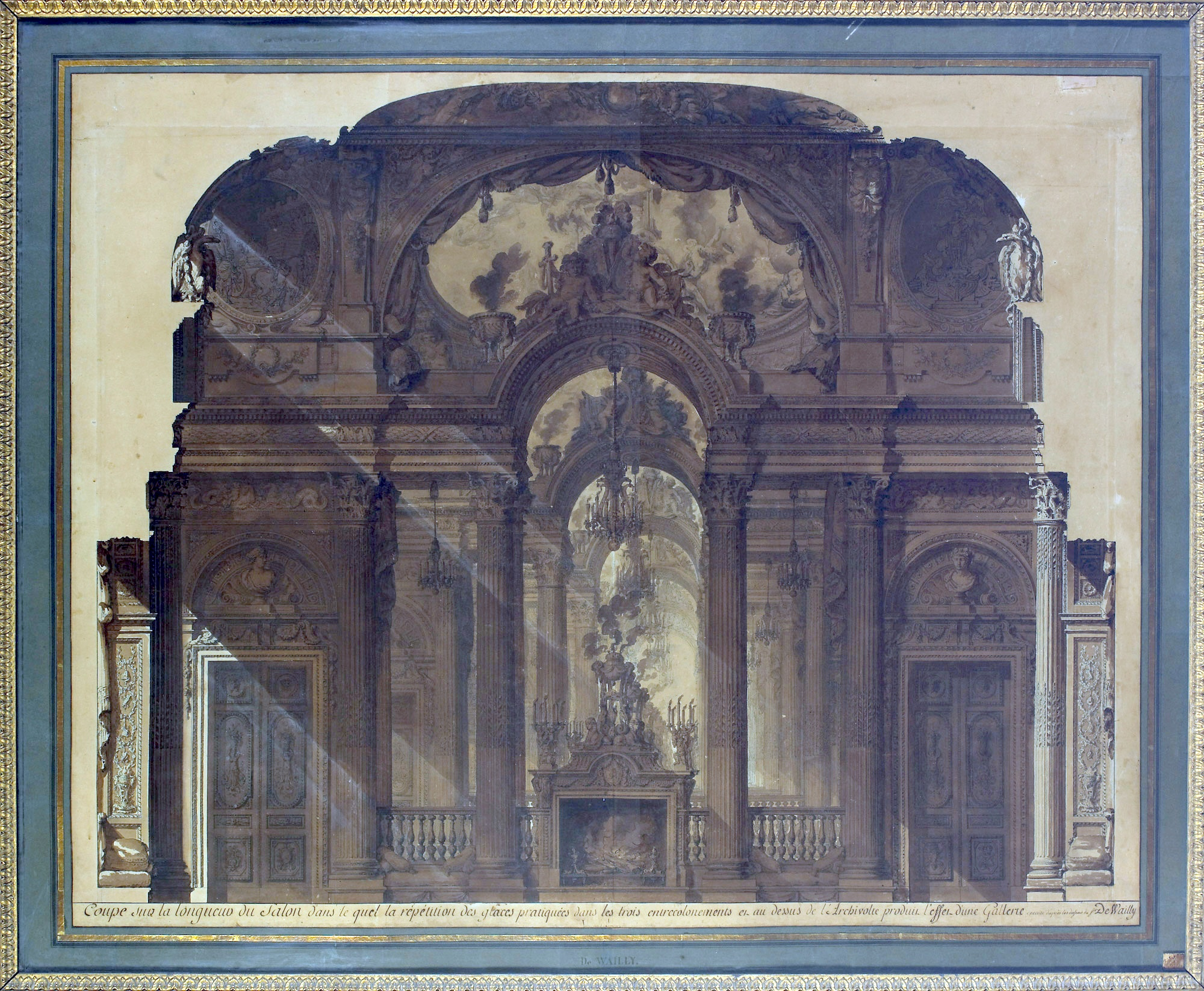
Проект Салона Солнца в Палаццо Спинола в Генуе. 1773
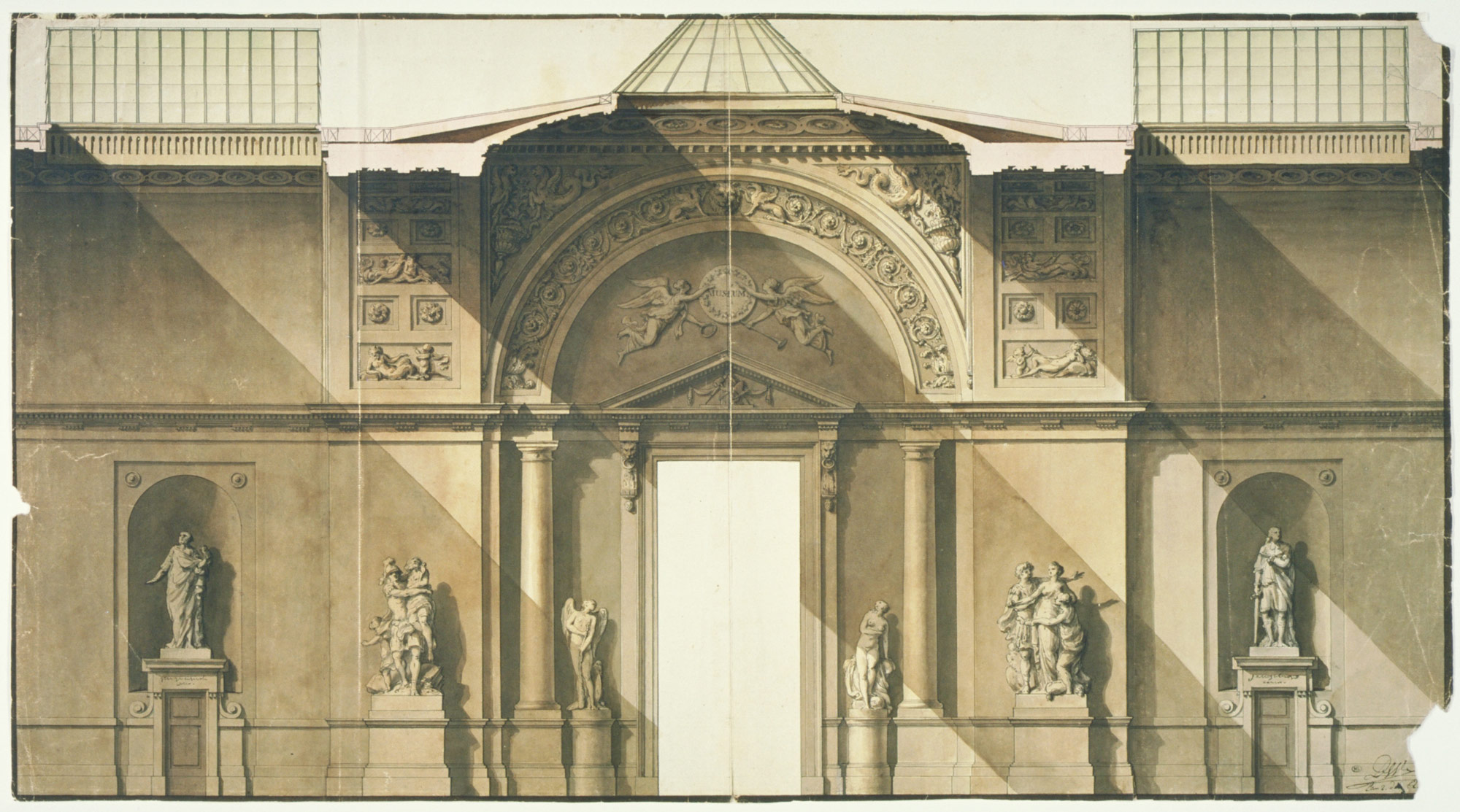
Большая галерея в Лувре. Проект 1785 года
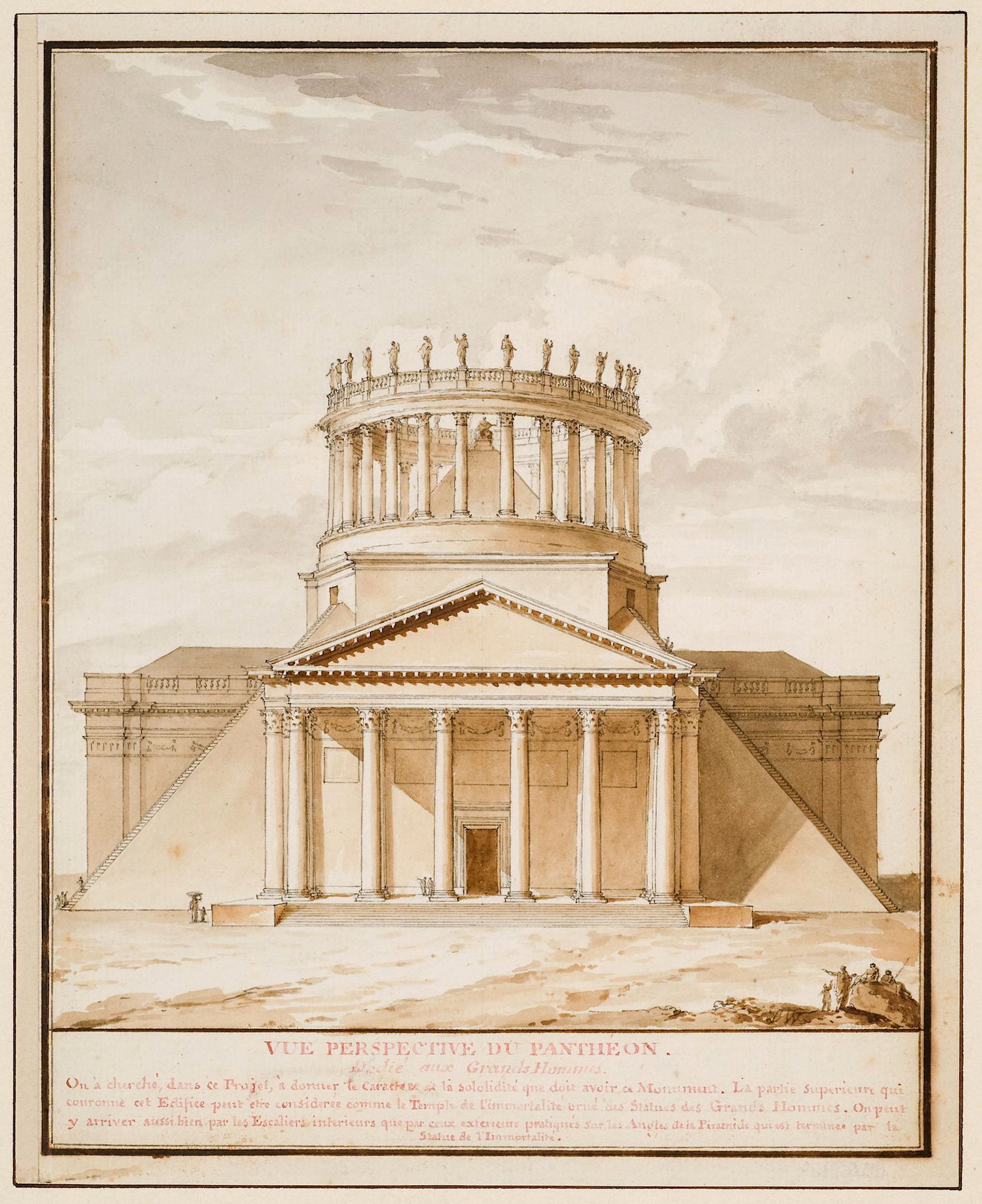
Проект перестройки церкви Св. Женевьевы в Париже как Пантеона великих людей Франции в виде пирамиды с ротондой. 1797
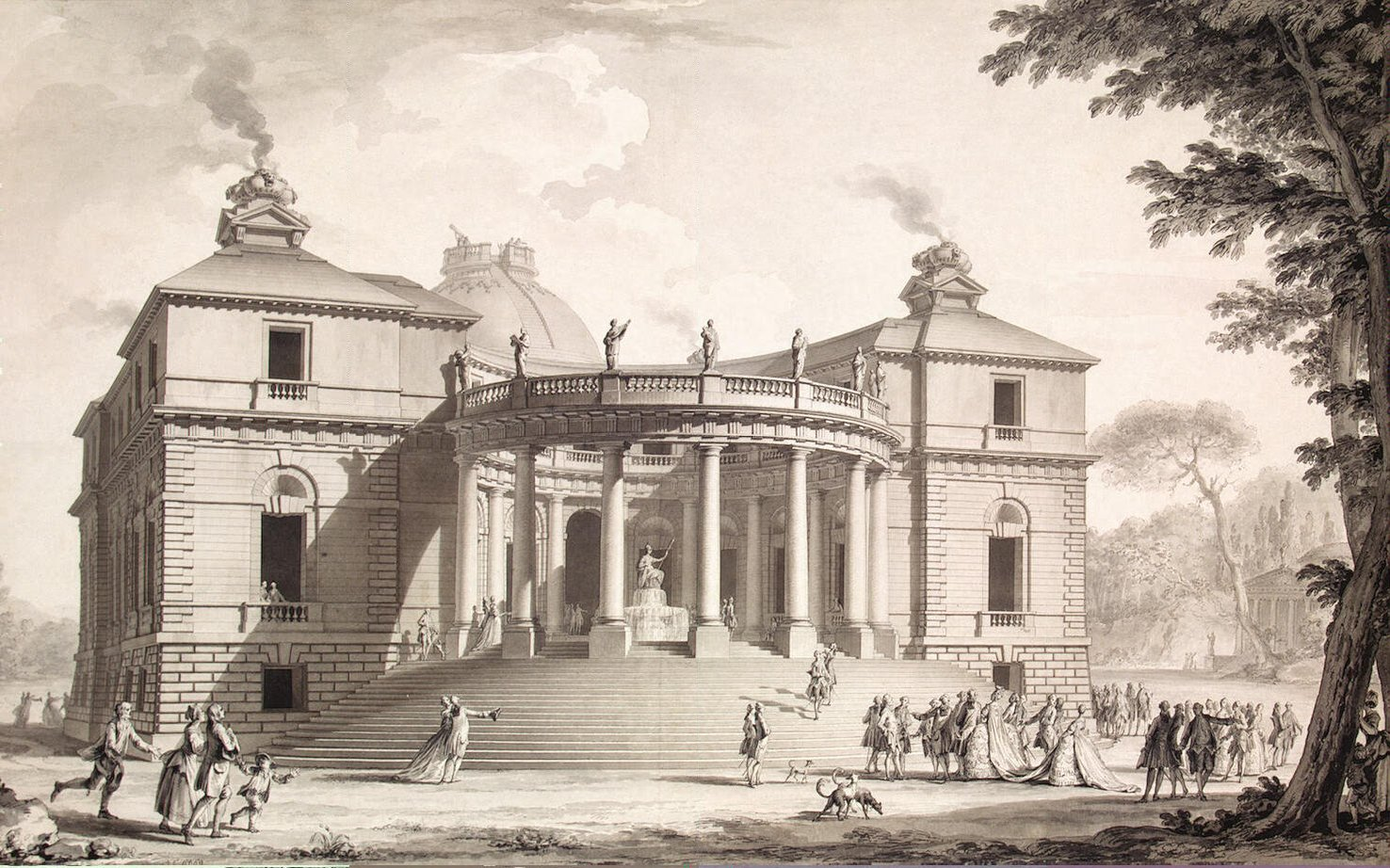
Дворец Монмюсар в Английском парке в окрестностях Дижона. Проект перестройки в Павильон наук и искусств. Вариант 1795 года
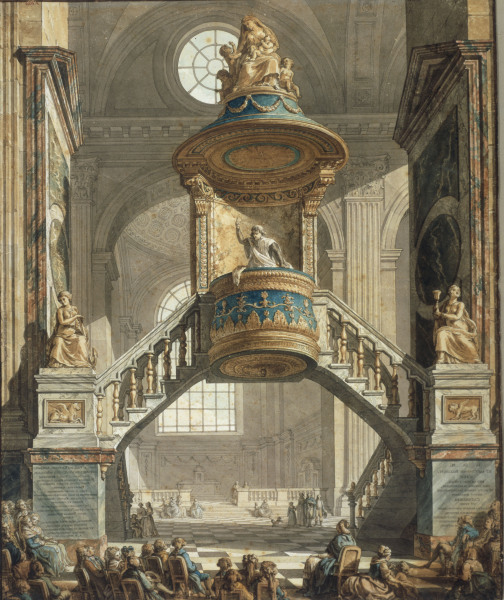
Кафедра церкви Сен-Сюльпис в Париже. Проект 1789 года
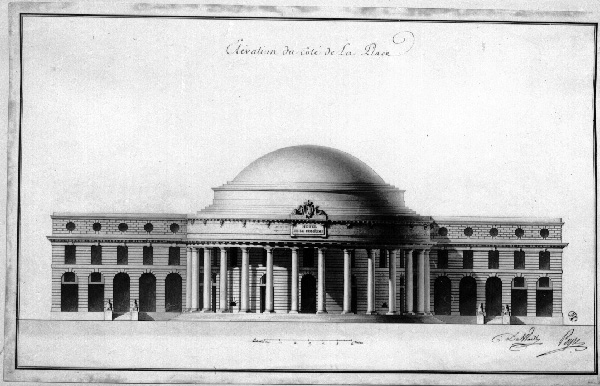
Проект театра Комеди Франсез в Париже. 1767
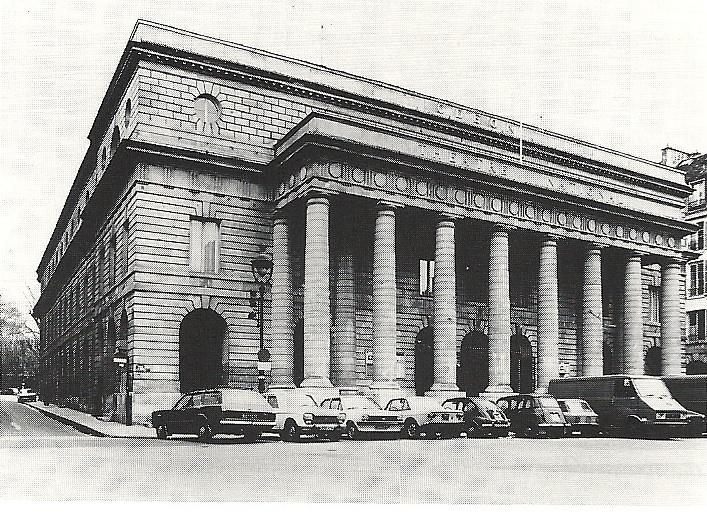
Театр Одеон, Париж. Архивная фотография
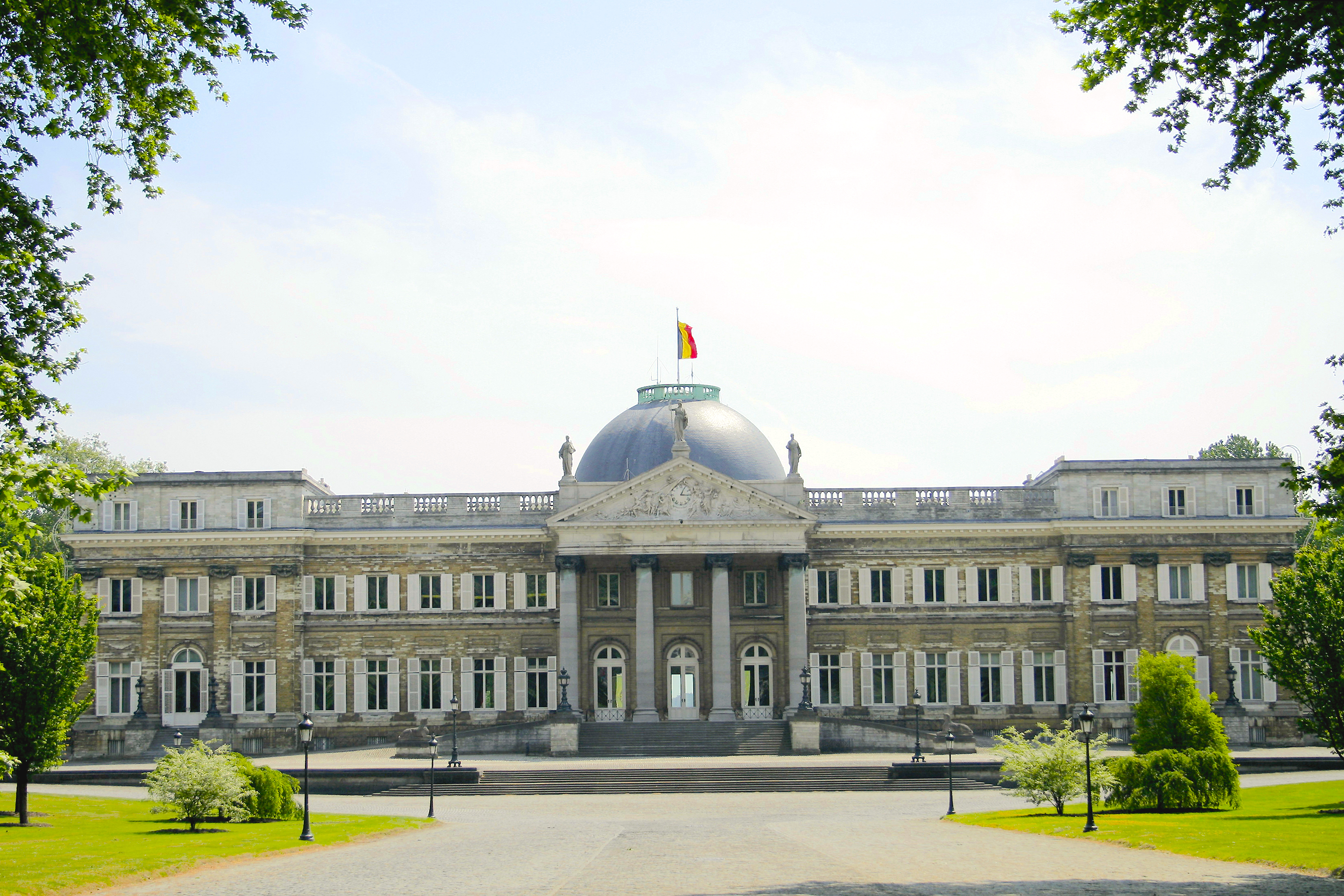
Королевский дворец Лакен. Брюссель. Главный фасад. 1782—1784
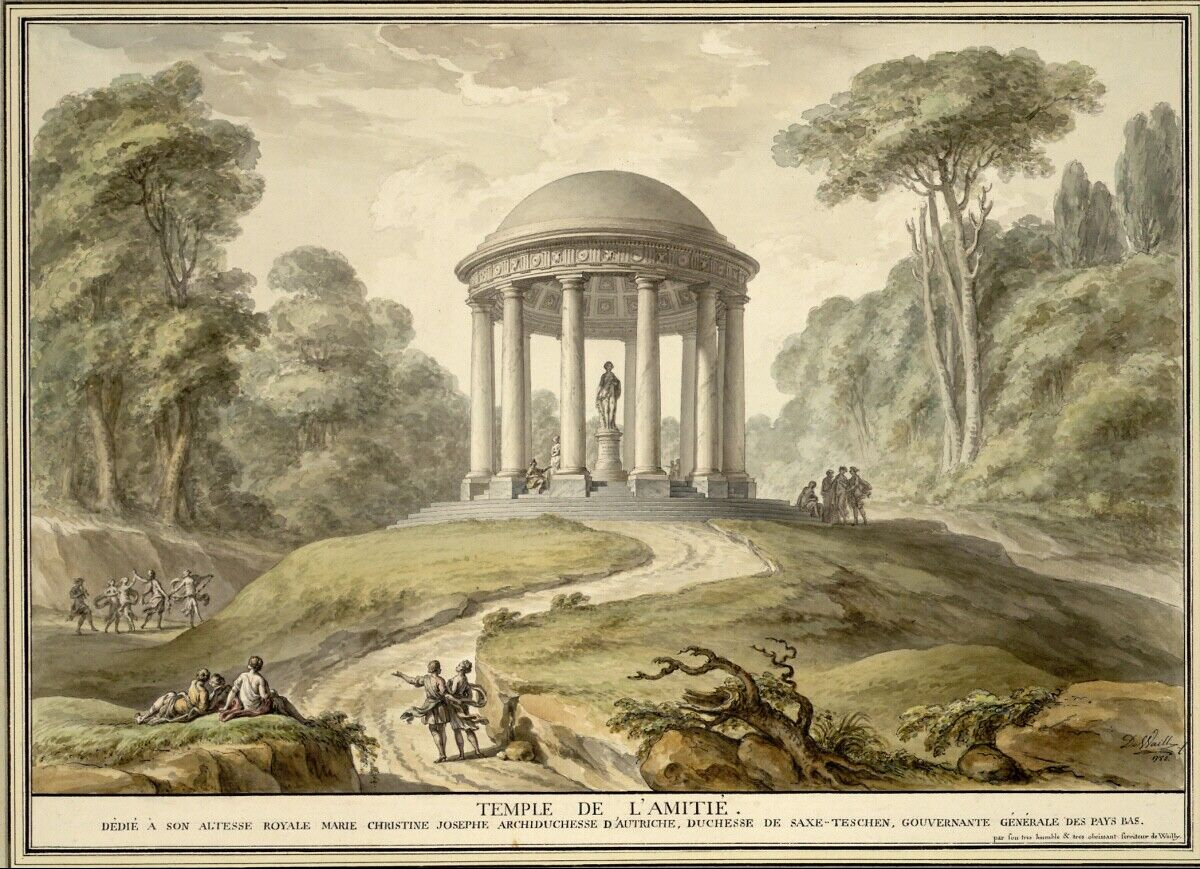
Проект Храма дружбы. Лакен, Брюссель. 1782
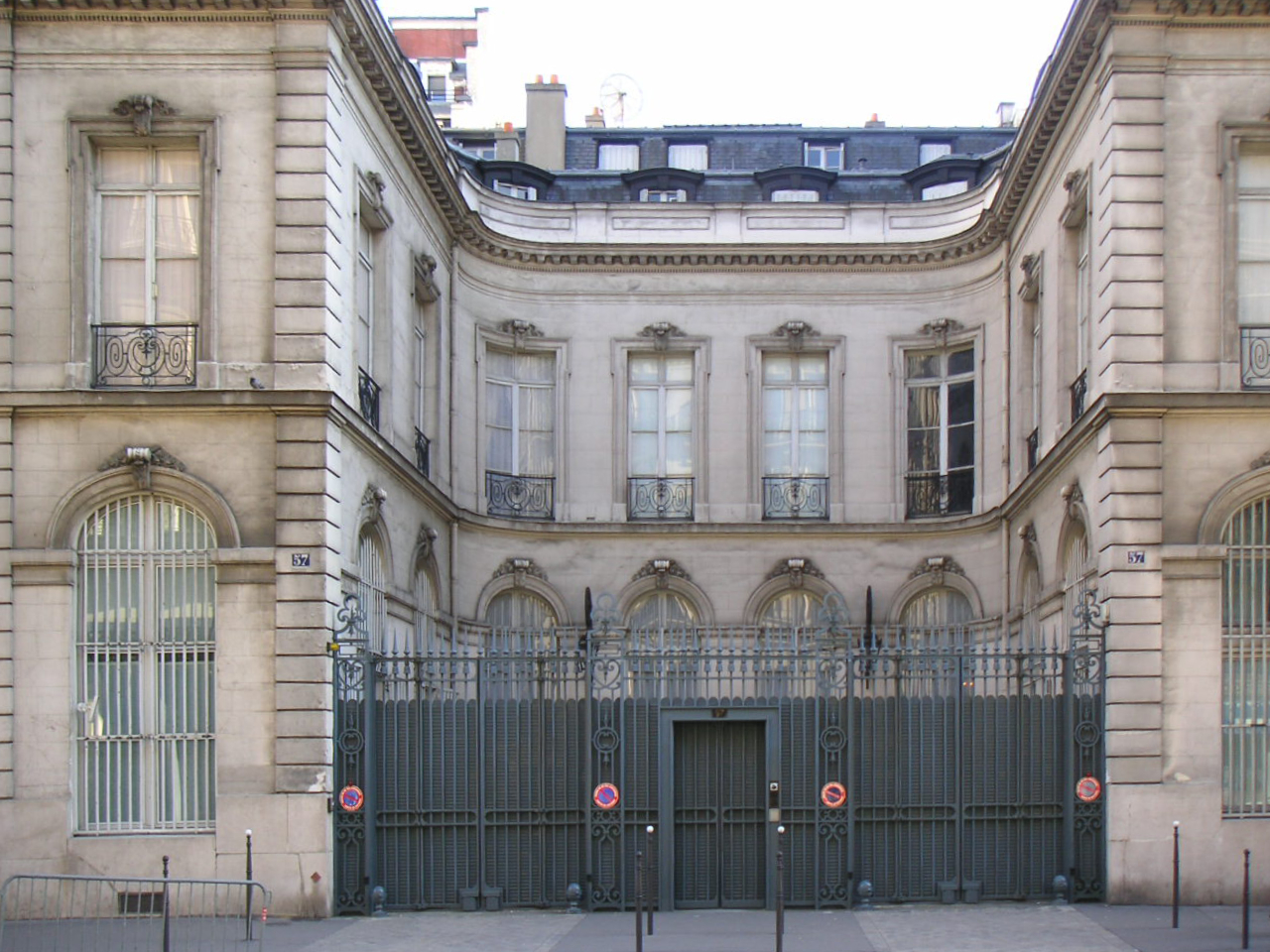
Собственный дом в Париже (Мэзон Де Вайи) на Рю Ла Боэти, 57. 1776